# Þórarinn B. Þorláksson
Þórarinn Benedikt Þorláksson (14 de febrero de 1867 – 10 de julio de 1924) fue uno de los primeros artistas contemporáneos de Islandia.

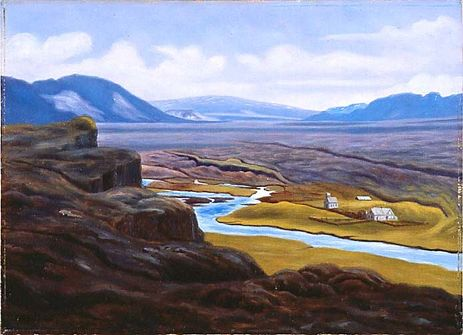
Desde el Þingvellir II, 1905.

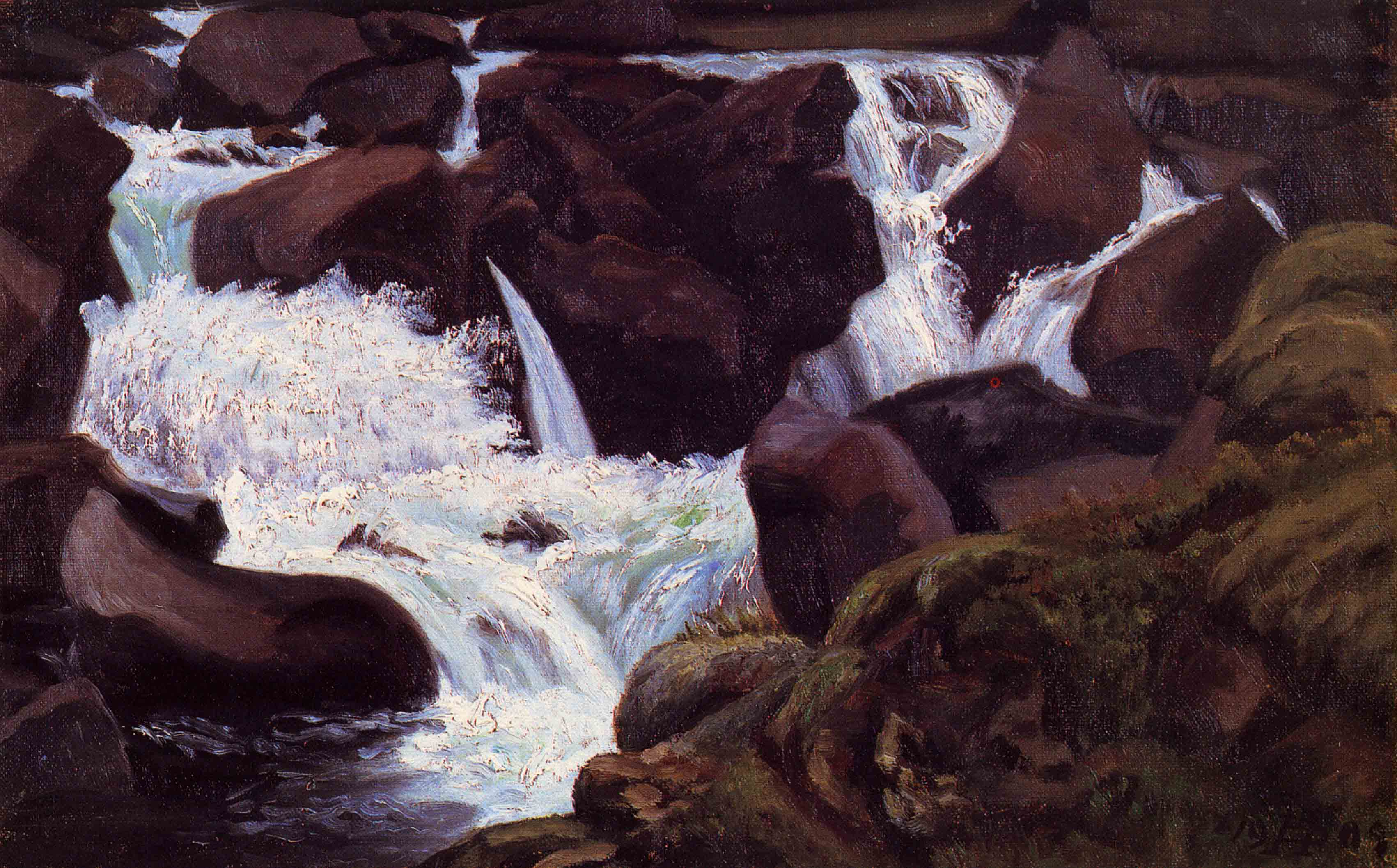
Cascada, 1909.

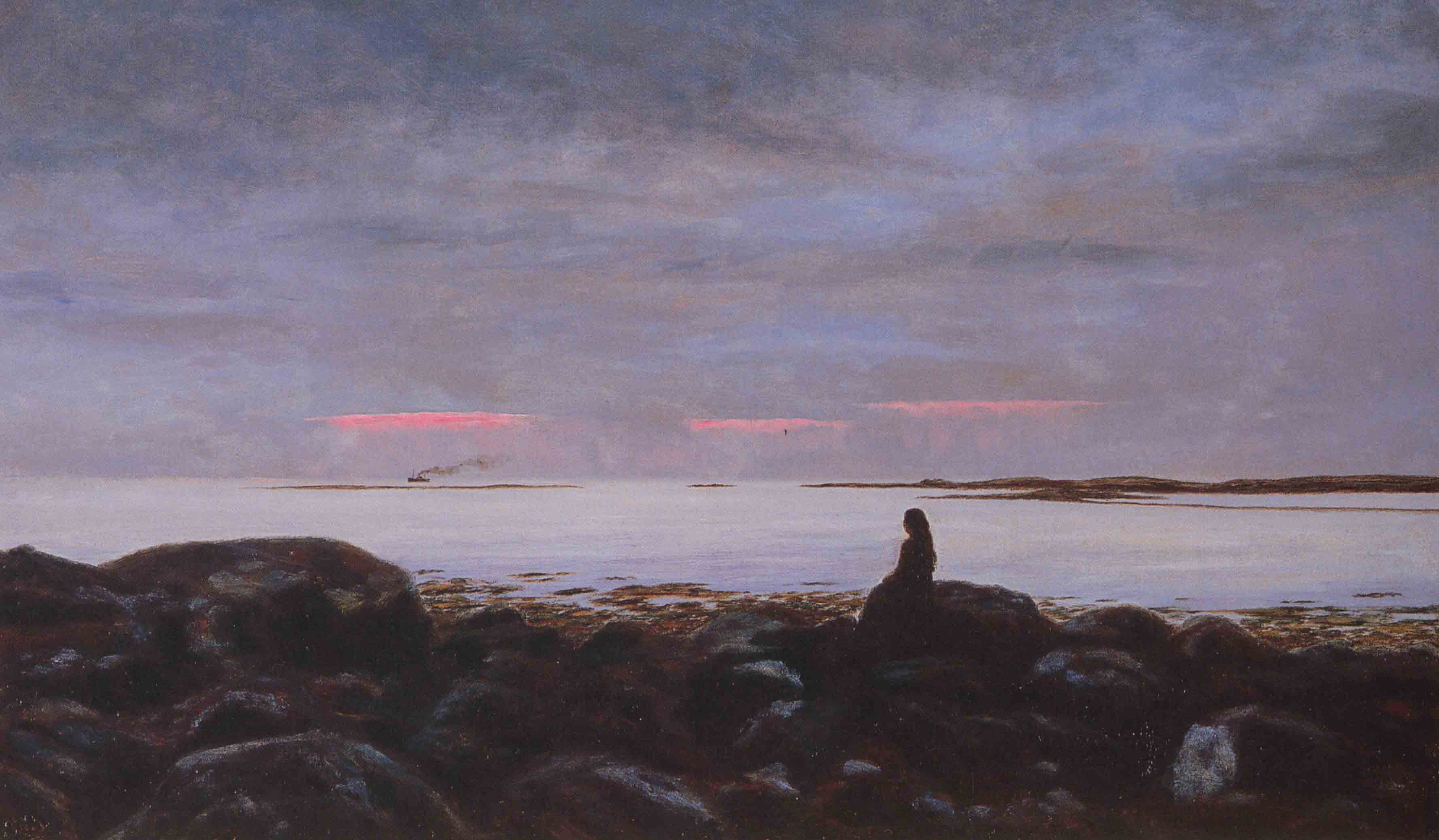
Tarde de verano en Reikiavik, 1904.

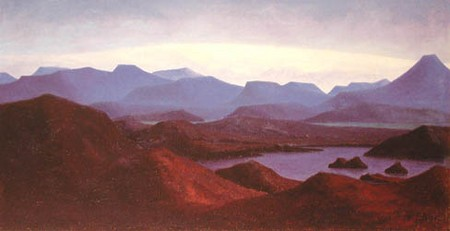
Stórisjór y Vatnajökull, 1921.

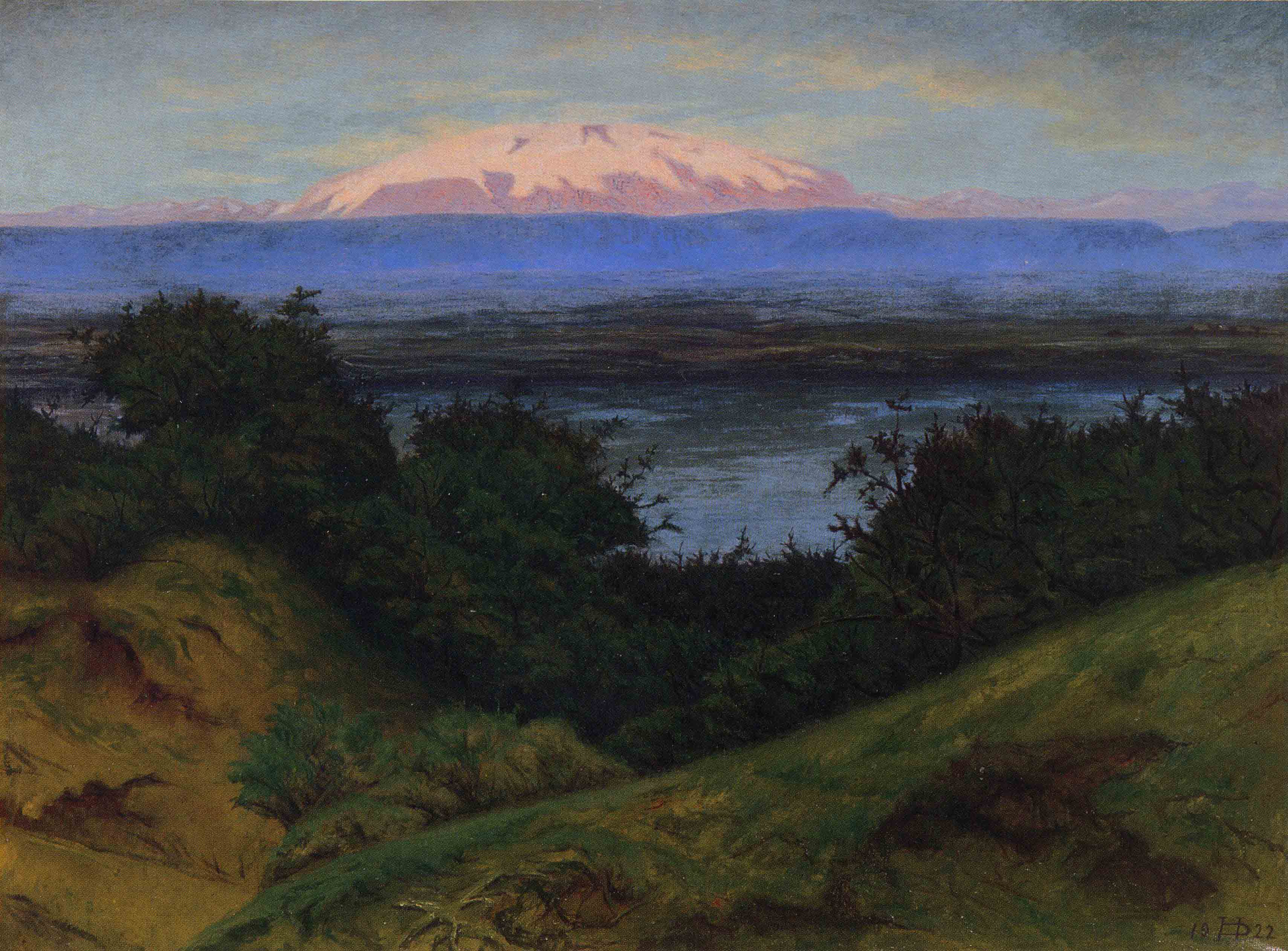
Hekla desde Laugardalur, 1922.

### Primeras exposiciones
En el verano de 1900, tras regresar a Islandia, expuso sus trabajos en Reikiavik. Su principal interés fue el paisajismo, en el cual tuvo un lugar predominante el Þingvellir, donde se creó en 930 el Althing. En esta época Islandia era una colonia danesa, y el movimiento de independencia nacional comenzaba a tomar fuerza.

### Madurez
Þorláksson siguió pintando y exponiendo con regularidad hasta 1911. El 30 de diciembre el entonces primer ministro Hannes Hafstein lo escogió como una de las cinco personas que integraron el comité que diseñó la bandera de Islandia.
También enseñó dibujo en entidades educativas como el Instituto Técnico de Reikiavik, del cual fue rector entre 1916 y 1922. A su vez, tuvo hasta su muerte una tienda en la que vendía materiales para artistas, libros y periódicos. 
Pintó toda su vida, en particular el campo durante el verano, y fue en su residencia de verano, Birkihlíð, que falleció el 10 de julio de 1924.

## Legado
Þorláksson, junto a otros pocos contemporáneos como Ásgrímur Jónsson, afrontó y retrató en sus propios términos los paisajes de su tierra, y no siguiendo las convenciones y costumbres del arte occidental. 
Entre sus obras se destacaron sitios icónicos de la isla, pues además del Þingvellir en sus cuadros encontramos el Vatnajökull, el Hekla, el Laugardalur la bahía de Reikikiavik y ejemplos de las numerosas cascadas de la isla. Pintó asimismo el retablo de la iglesia þingmúlakirkja cerca de Egilsstaðir en el este de Islandia.
Al respecto, la obra de Þorláksson y de Jónsson jugó un papel similar al de la escuela de Heidelberg en Australia y el Grupo de los siete, Emily Carr y Tom Thomson en Canadá.